# 海厄瓦萨国家森林

密歇根州境内的国家森林

海厄瓦萨国家森林（英語：Hiawatha National Forest）是座面积894,836英畝（362,127公頃）的美国国家森林，地处密歇根上半岛地区，由美国国家森林局主管。森林内有部分商业伐木活动。森林被分为东46°14′N 84°50′W / 46.233°N 84.833°W、西46°08′N 86°40′W / 46.133°N 86.667°W两大区域。